# Karen Harding
Pour les articles homonymes, voir Harding.
Karen Harding (née en 1991) est une chanteuse anglaise.

## Biographie
Née d'un père anglais et d'une mère philippine, elle grandit à Consett et va dans les écoles de la ville. Elle a l'habitude de venir aider dans le restaurant oriental. Elle gagne en 2008 au Music Means Life, un concours de talents régionaux. Un de ses premiers enregistrements est une reprise de Strange Fruit.
Elle participe à Eurovision: Your Country Needs You, le concours de sélection du Royaume-Uni au Concours Eurovision de la chanson en 2010. Elle est éliminée dans l'avant-dernier tour après avoir chanté What Do I Have to Do de Kylie Minogue. En 2013, elle prend part à The X Factor, mais est éliminée à l'étape du camp d'entraînement pendant le défi des six chaises.
À la suite de The X Factor, Harding est approchée par le producteur MNEK, qui a vu une vidéo sur Internet de sa reprise de Latch de Disclosure. Elle signe pour le label de Disclosure, Method Records. Say Something, son premier single, produit par MNEK, paraît en 2015 sur Method et Capitol Records. Il prend la septième place du UK Singles Chart, accompagnée d'une diffusion fréquente sur BBC Radio 1 et sa station sœur, 1Xtra.
Harding travaille avec des producteurs et des auteurs-compositeurs comme Tom Aspaul, CocknBullKid, Mark J. Feist, Rodney Jerkins, Jimmy Napes, ou Richard Stannard. Elle apparaît sur le single New Love du duo house Arches, sorti en avril 2015, et sur le single de Blonde Feel Good (sorti en août). Elle est présente à des festivals comme Birmingham Pride, Ibiza Rocks, Lovebox, Manchester Pride et Parklife.
Karen Harding est invitée pour chanter l'hymne national à la finale de la Coupe d'Angleterre de football de 2016. Cependant, elle rate le départ et réussit à se joindre à la foule pour les derniers vers.

## Discographie
Singles
- 2015 : Say Something
- 2016 : Open My Eyes
- 2016 : Like I Can (avec Tough Love)

## Source de la traduction
- (en) Cet article est partiellement ou en totalité issu de l’article de Wikipédia en anglais intitulé « Karen Harding » (voir la liste des auteurs).